# Araneus apiculatus
Araneus apiculatus là một loài nhện trong họ Araneidae.
Loài này thuộc chi Araneus. Araneus apiculatus được Tord Tamerlan Teodor Thorell miêu tả năm 1895.